# Dunlo
Dunlo est une census-designated place située dans le comté de Cambria, dans l’État de Pennsylvanie, aux États-Unis. Lors du recensement de 2020, elle compte 353 habitants.